# 地光坑
地光坑（Earthlight）是月球哈德利-亚平宁区的一座撞击陨石坑。1971年，在阿波罗15号任务的第二次舱外活动期间，宇航员大卫·斯科特和詹姆斯·艾尔文曾驾驶月球车经过了它。
地光坑坐落在哈德利月溪以东约1.5公里处，距南面更大的沙丘坑不到1公里，往北2公里，则是位于最后坑的阿波罗15号着陆点。
陨石坑在月表起伏柔和，外观并不太突出，宇航员在驱车前往哈德利·德尔塔山的途中，也没有停下来观察它。詹姆斯·艾尔文曾说：“我几乎看不到地光坑的西侧坡，但我能看到它的南坡，上面数块岩石”。
该坑名是宇航员以英国作家亚瑟·查理斯·克拉克的小说-《地光》（发生于月球雨海内外的故事）所命名，1973年被国际天文联合会正式接受。克拉克很高兴能在小说创作20年后收到阿波罗15号宇航员们寄来并签名的飞船着陆点三维地图。